# Ludwig Rohbock

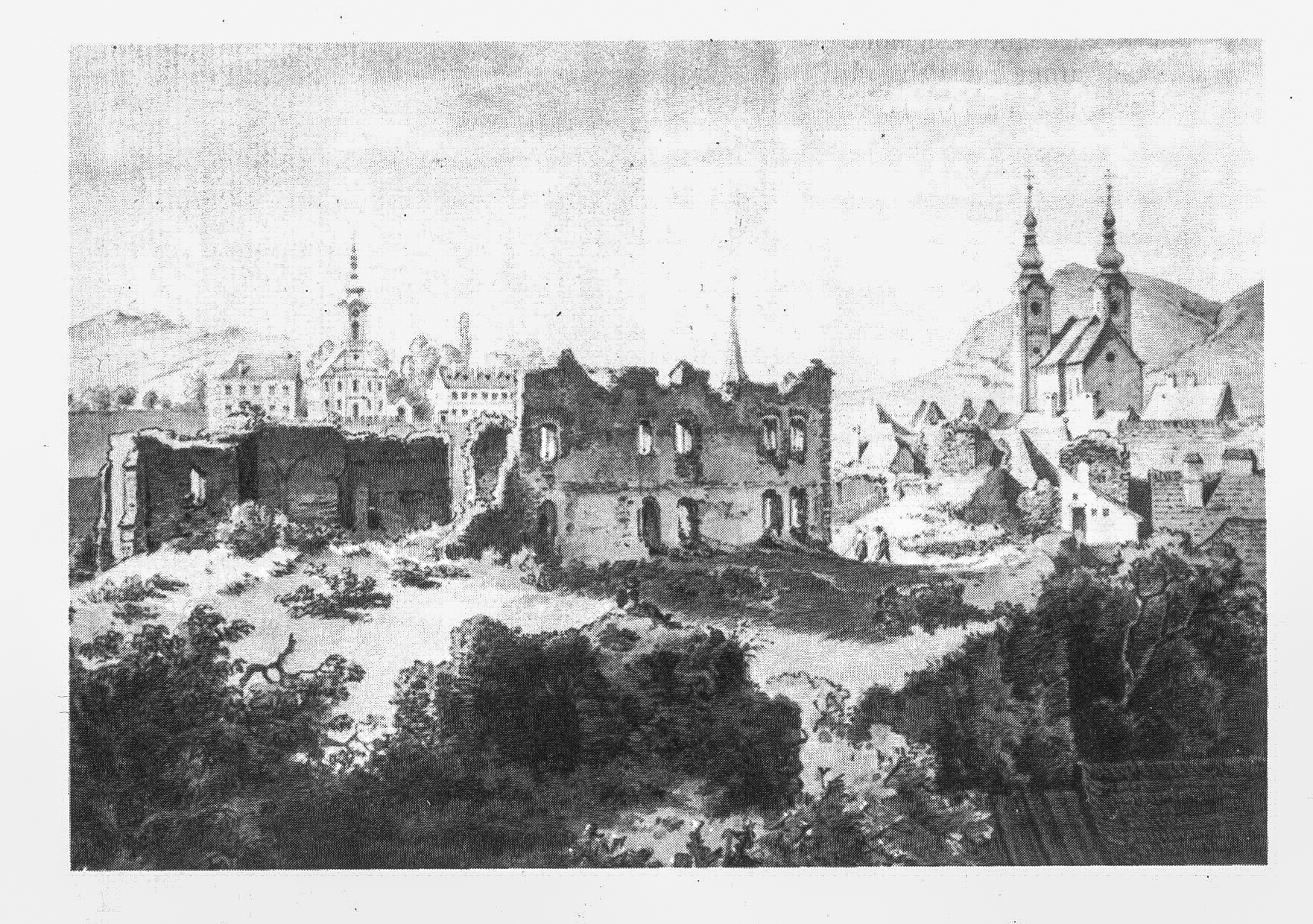
Székelytámadt várának romjai az 1850-es években

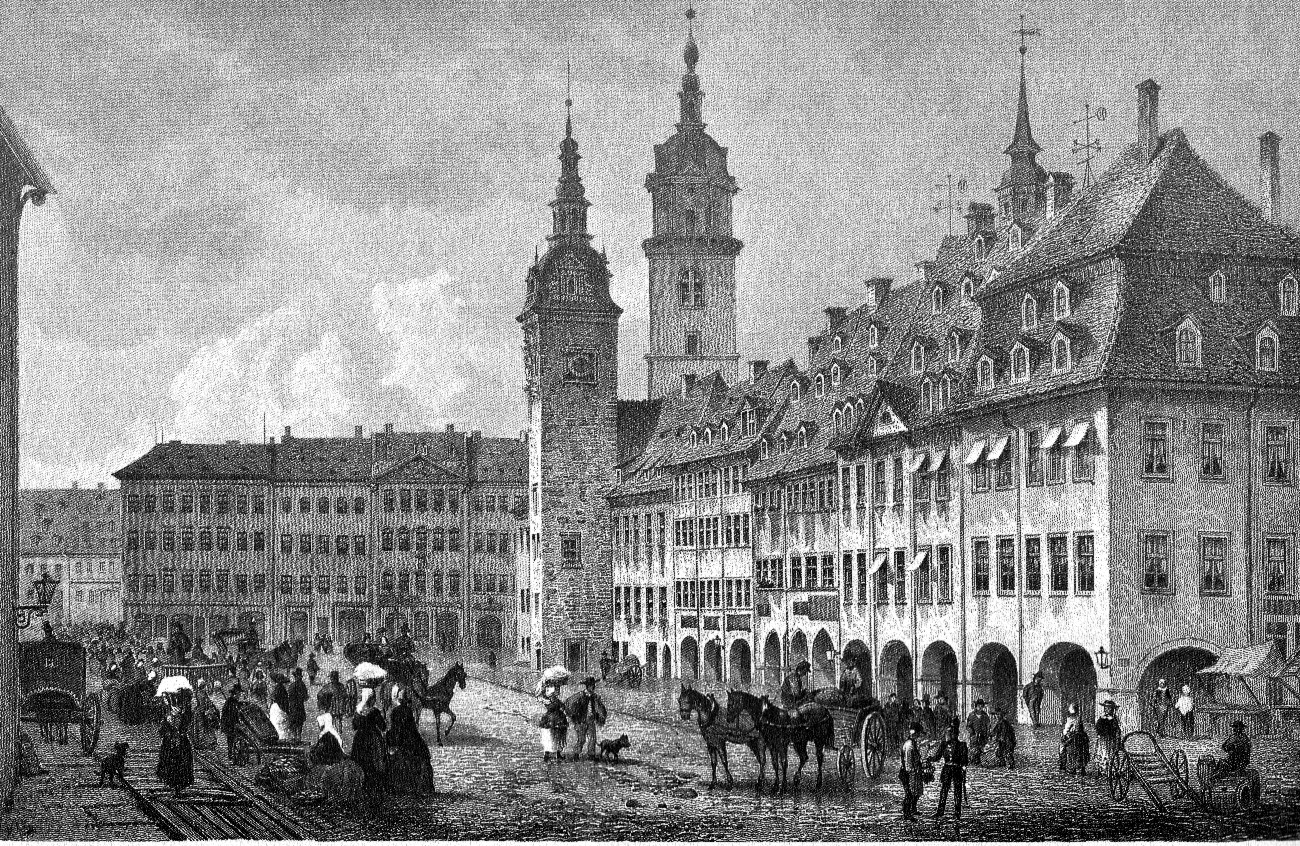
Chemnitz látképe

Ludwig Rohbock (Sulzbach, 1824. március 30. – München, 1893. január 12.) német rajzművész és acélmetsző.

## Élete és munkássága
A keresztségben a Balthasar Josef Ludwig neveket kapta. Soha nem nősült meg. Kezdetben acélmetszőként, festőként, tájkép-rajzolóként dolgozott Nürnbergben, majd 1888-ban egy betegség miatt Münchenbe költözött és ott tevékenykedett tovább festőként. 
Sokat utazott Németországban, Ausztriában. Svájcban, Magyarországon és Erdélyben, és ennek során rengeteget rajzolt. Rajzaiból később acélmetszeteket készített.
1855 körül dunai látképek sorozatát készítette. 1856 és 1863 között Magyarországot utazta be, tartózkodása során nevezetesebb tájakat és építményeket örökített meg számtalan metszeten és akvarellen. Rajzairól német mesterek acélmetszeteket készítettek. A diósgyőri várról készített metszete szerepelt az 1998 és 2009 között forgalomban lévő 200 forintos bankjegyen.

## Fordítás
Ez a szócikk részben vagy egészben  a   Ludwig Rohbock című német Wikipédia-szócikk ezen változatának fordításán alapul.  Az eredeti cikk szerkesztőit annak laptörténete sorolja fel. Ez a jelzés csupán a megfogalmazás eredetét és a szerzői jogokat jelzi, nem szolgál a cikkben szereplő információk forrásmegjelöléseként.